# John Anthony Crook
John Anthony Crook (* 5. November 1921 in London; † 7. September 2007 in Cambridge) war ein britischer Althistoriker.
John Anthony Crook war Einzelkind und entstammte einfachen Verhältnissen. Seine Ausbildung erhielt er in Dulwich College und seit 1939 am St John’s College in Cambridge. Im Februar 1942 wurde er in die 9. Royal Fusiliers eingezogen und diente im Nahen Osten und Nordafrika. Bei der Landung in Italien wurde er gefangen genommen und kam nach Schlesien, wo er fließend Deutsch erlernte. Er war Assistant Lecturer in Classics (Klassische Altertumswissenschaft) 1948/49 und von 1949 bis 1951 Lecturer an der University of Reading.
1951 kehrte Crook als Fellow an das St John’s College zurück, wo er bis zu seinem Lebensende bleiben sollte; 1956–1964 war er Tutor an diesem College, von 1971 bis 1975 dessen Präsident. An der Universität Cambridge war er zunächst von 1953 bis 1955 Assistant Lecturer in Classics, anschließend bis 1971 Lecturer. 1971 wurde er Reader in Römischer Geschichte und Recht (bis 1979), von 1974 bis 1979 Brereton Reader. 1979 erhielt er den Lehrstuhl für Alte Geschichte und lehrte bis zu seiner Emeritierung 1984 als Professor.
Crooks Forschungsschwerpunkte waren die römische Geschichte und das römische Recht. Seine Darstellung Consilium principis (1955) über die kaiserliche Ratsversammlung wurde zum Standardwerk und machte ihn in der Fachwelt bekannt. Seine Darstellung Law and life of Rome (1967) war sein bedeutendstes Werk. Crook war einer der Herausgeber des renommierten Handbuches The Cambridge Ancient History. Von 1970 bis 1980 war Crook Fellow der British Academy.

## Schriften
- Law and life of Rome. Cornell University Press, Ithaca 1967.
- Consilium principis. Imperial councils and counsellors from Augustus to Diocletian. University Press, Cambridge 1955.